# Challenge League (curling)
La deuxième division du championnat de Suisse de curling masculin, SCL B ou Challenge League est organisé par SwissCurling Association.
Les deux meilleures équipes montent en SwissCurling League, le premier échelon national.

## Championnat 2015-2016 de CHL
- Baden Regio NILO Küchen
- Bern Gurten
- Genève Citadelle
- Lausanne-Olympique
- Uzwil Selection

## Palmarès
| Année | Vainqueur             | Skip              |
| ----- | --------------------- | ----------------- |
| 2007  | Zürich Grasshopper II | Reto Seiler       |
| 2008  | Wetzikon Modularis    | Michael Höchner   |
| 2009  | Langenthal Appatrade  | Stefan Heilmann   |
| 2010  | Limmattal             | Mario Freiberger  |
| 2011  | Berne                 | Marc Pfister      |
| 2012  | pas de compétition    |                   |
| 2013  | pas de compétition    |                   |
| 2014  | Aarau II              | Marc Suter        |
| 2015  | Uzwil                 | Rolf Bruggmann    |
| 2016  | Bern Gurten           | Simon Ellenberger |
| 2017  | à venir               |                   |